# Ricky Williams
Errick Lynne Williams , Jr., detto Ricky (San Diego, 21 maggio 1977), è un ex giocatore di football americano statunitense che ha giocato nel ruolo di running back per 11 stagioni nella National Football League (NFL) e una stagione nella Canadian Football League (CFL).

## Carriera universitaria
Al college giocò a football all'Università del Texas, dove fu nominato due volte All-American e vinse il prestigioso Heisman Trophy, il massimo riconoscimento individuale assegnato a un giocatore universitario.

## Carriera professionistica
Williams fu scelto dai New Orleans Saints come quinta scelta assoluta nel Draft NFL 1999. I Saints scambiarono tutte le proprie scelte del draft con i Washington Redskins per riuscire a trovarsi nella posizione necessaria per poter selezionare Williams. Fu la prima volta nella storia che una franchigia ebbe una sola scelta nel Draft. Williams trascorse tre anni a New Orleans prima di essere ceduto ai Miami Dolphins nel 2002.
Coi Dolphins giocò tre stagioni, la prima delle quali fu la migliore della sua carriera. Nel 2002 fu convocato per il suo primo e unico Pro Bowl, dove vinse anche il titolo di MVP della partita. Ritiratosi dopo la stagione 2004, tornò nella NFL nel 2006 ma fu squalificato per un anno a causa della positività ai test antidoping. Si trasferì quindi nella CFL coi Toronto Argonauts per una stagione.
Williams tornò ai Dolphins nel 2007 e rimase con loro fino al 2010. Giocò la stagione 2011 coi Baltimore Ravens superando il muro delle 10.000 yard corse in carriera. Il 7 febbraio 2012 annunciò il suo ritiro.
Nel 2015, Williams è stato inserito nella College Football Hall of Fame.

## Palmarès
- Pro Bowl (2002)
- All-Pro (2002)
- MVP del Pro Bowl (2002)
- Club delle 10.000 yard corse
- Heisman Trophy (1998)
- Walter Camp Award (1998)
- Maxwell Award (1998)
- Giocatore universitario dell'anno per l'Associated Press (1998)
- (2) Doak Walker Award (1997, 1998)
- College Football Hall of Fame

## Statistiche
NFL
| Yard su ricezione      | 2.606  |
| Touchdown su ricezione | 8      |
| Yard su corsa          | 10.009 |
| Touchdown su corsa     | 66     |